# Ipswich (Dél-Dakota)
Ipswich település az Amerikai Egyesült Államok Dél-Dakota államában, Edmunds megyében, melynek megyeszékhelye is. Lakosainak száma 928 fő (2020. április 1.).

## Története
Ipswicht 1883-ban alapították a Chicago, Milwaukee, St. Paul and Pacific Railroad megállójaként. Nevét az angliai Ipswichről kapta.
A James folyó egyik mellékfolyója, a Preachers Run, a településen folyik keresztül.

## Népesség
A település népességének változása:

| 2010 | 954 |
| 2020 | 928 |